# Ясинівська копальня
Ясинівська копальня – гірничо-промисловий заклад у селі Нижня Кринка, що існувала з 1897 до 1930-х років.
Заснована у 1897 р. московським купцем Пєшковим у станиці Нижня Кринка (на той час – Зуївська волость, Таганрозька округа, Область Війська Донського). 1 жовтня 1899 р. копальня була придбана німецькою компанією «Russische Montanindustrie-Aktien-Gesellschaft». Німці збудували коксо-бензольний завод, механічні майстерні, залізницю до ст. Монахове, електростанцію. 
З 1900 р. власником копальні стало «Камʼяновугільне товариство Нижньої Кринки». У 1903 р. її викупив у збанкрутілих власників гірничопромисловець Фомін.
Під тиском влади в умовах війни товариство продало 10 жовтня 1915 р. Ясинівську копальню товариству Тульських чавуноплавильних заводів.
У 1917 р. копальня була захоплена більшовиками. У грудні 1917 р. сталась велика сутичка між донськими козаками та більшовицькими загонами. Унаслідок цього постав міф про "118 ясинівських комунарів".
Копальня закрита у 1930-х рр.